# Asmenophylax minutus
Asmenophylax minutus är en stekelart som beskrevs av Ian D. Gauld 1984. Asmenophylax minutus ingår i släktet Asmenophylax och familjen brokparasitsteklar. Inga underarter finns listade.